# Зевелёв, Александр Израилевич
Алекса́ндр (имя при рождении — Абрам) Изра́илевич Зевелёв (25 июля 1921, Дрибин, Горецкий уезд, Гомельская губерния — 22 февраля 2005, Москва, Россия) — советский и российский историк, доктор исторических наук, профессор, заслуженный деятель науки Узбекской ССР, участник Великой Отечественной войны.

## Биография
Александр Зевелёв родился 25 июля 1921 года в местечке Дрибин Горецкого уезда. В 1938 году окончил Дрибинскую десятилетнюю школу и поступил в МИФЛИ — Московский институт истории, философии и литературы.
В июне 1941 года третьекурсник института, сдав последние экзамены, уже собирался ехать на каникулы домой в Дрибин, но началась Великая Отечественная война. Уже после войны он узнал, что десять его родственников погибли в Дрибинском гетто 7 октября 1941 года, что подтверждают данные хранящихся в Центральной Базе жертв музея ЯД ВАШЕМ в Иерусалиме.
В первые же дни войны Александр Зевелёв вместе с другими студентами записался в Отдельную мотострелковую бригаду особого назначения НКВД (ОМСБОН). Студенты имели право на отсрочку от призыва, поэтому записывались добровольцами. В своей книге «Я — историк и этим горжусь» он писал: «…влиться в ряды защитников Родины, в действующую Красную Армию для меня и моих сверстников было закономерным этапом предшествующей, пока ещё юношеской жизни».
О бригаде, в которой он служил, через 50 лет Зевелёв вместе с соавторами написал книгу «Ненависть, спрессованная в тол». Из неё можно узнать, что она была уникальным военным соединением. И хотя она назвалась бригадой НКВД (Наркомата внутренних дел), туда кроме сотрудников госбезопасности и милиционеров, входили профессиональные спортсмены и студенты-физкультурники, иностранцы-антифашисты. В ней готовили разведчиков, минёров-подрывников, радистов, снайперов, парашютистов. В первое время они защищали Москву. Бои были тяжёлые, и воины несли большие потери. «Три дня — и нет отряда», — писал тяжелораненый в тех боях поэт Семен Гудзенко, который служил в ОМСБОН. И ещё: «Будь проклят сорок первый год и вмерзшая в снега пехота… Бой был коротким. А потом глушили водку ледяную, и выковыривал ножом из-под ногтей я кровь чужую…». Зевелёв участвовал в военном параде 7 ноября 1941 года. За оборону столицы был награждён медалью «За оборону Москвы».
Зимой 1942 года в бригаде сформировали несколько отдельных партизанских спецотрядов, которые забросили на оккупированную врагом территорию, где они выполняли диверсионные и разведывательные задачи, организовывали и координировали партизанское движение. Александр Зевелёв воевал в составе отряда «Решительный» в брянских лесах, затем в лесах Белоруссии. В отряде был комсоргом и разведчиком. Особое внимание разведчики уделяли наблюдению за железной дорогой и во время одного из таких выходов, как вспоминал сам Зевелёв, ему и напарнику пришлось сутки провести в сугробе на 20-градусном морозе. В 1942 году Александр Зевелёв был награждён орденом Красной Звезды, медалью «Партизану Великой Отечественной войны II ст.»
В 1943 году был ранен в ногу. Он вспоминал: «Началась гангрена. Нужна срочная операция. Наркоза нет, только бутылка мази Вишневского и стрептоцид. Меня привязали к школьной парте и заставили выпить стакан отвратительного самогона. Двое партизан садятся у моей головы и ног и операция начинается. Она длилась более двух часов, которые мне показались двумя столетиями. Мы оба — врач и пациент — в крови и поту». А через некоторое время он в составе группы раненых был вывезен самолётом на Большую землю.
Его дочь Елена Зевелёва пишет, что отец «…был эвакуирован в военный госпиталь в Ташкенте, где достаточно долго находился на лечении. Прикованный к больничной койке, он мужественно продолжал и экстерном завершил учёбу на историческом факультете Среднеазиатского государственного университета. Там он и дождался Великой Победы».
Окончив университет, работал научным сотрудником, а затем директором Ташкентского областного государственного архива. В 1947 году защитил кандидатскую диссертацию и перешёл на работу доцентом, а затем профессором Среднеазиатского государственного университета. В 1959 году защитил докторскую диссертацию на основании монографии «Из истории гражданской войны в Узбекистане». Работал старшим научным сотрудником, заведующим сектором истории Узбекского филиала Института марксизма-ленинизма при ЦК компартии Узбекистана. Во время работы в Институте марксизма-ленинизма при ЦК компартии Узбекистана Зевелёв некоторое время был спичрайтером (участвовал в подготовке речей и выступлений) первого секретаря ЦК компартии Узбекистана Ш. Р. Рашидова.
Затем был избран заведующим кафедрой истории КПСС Ташкентского государственного транспортного института. Изучал проблемы истории гражданской войны, историографии СССР и КПСС. Участвовал в написании академических книг по истории Узбекистана, часто публиковался в газете «Правда Востока» и журнале «Звезда Востока». Ему было присвоено звание заслуженного деятеля науки Узбекской ССР.
В 1967 году его пригласили на работу в Москву и до 1980 года он работал профессором Московского государственного педагогического института иностранных языков. С 1980 по 1991 гг. — профессор, заведующий лабораторией историографии Московского государственного историко-архивного института. С 1991 года — заведующий лабораторией истории политических партий России Московской академии сферы быта и услуг — Московского государственного университета сервиса.
Умер 20 февраля 2005 года.

## Научная деятельность
Александр Израилевич Зевелёв — автор более 150 научных работ. На протяжении многих лет сферой его научных интересов являлась история гражданской войны, история политических партий России, методология и историография историко-партийной науки. Вместе с соавторами он опубликовал несколько книг на эти темы. Когда началась перестройка и открылись архивы, он сосредоточил внимание на анализе истоков сталинизма. Широкую известность получила его статья «„Отставки“ Сталина, или об искусстве политического шантажа», опубликованная в 1989 году в газете «Известия» (21 июня). В своих трудах он анализировал также деятельность Б. Н. Ельцина и его роль в становлении суверенной России.
В последние годы много внимания уделил изучению истории Отдельной мотострелковой бригады особого назначения НКВД (ОМСБОН), где воевал в годы войны.
В 2002 году опубликовал книгу «Я — историк и этим горжусь» в которой показал место историка в нашем прошлом и настоящем. Как считает его ученик доктор исторических наук, профессор Вардан Багдасарян, в этой книге «…автор выступает не только в роли мемуариста. Как профессиональный историк он осмысливает события своей жизни на фоне глобальных коллизий прошлого».
В научной школе Александра Израилевича Зевелёва защитили диссертации более ста кандидатов и докторов наук. Был заместителем председателя специализированного Совета по защите докторских и кандидатских диссертаций.

## Признание
- Доктор исторических наук
- профессор
- Заслуженный деятель науки Узбекской ССР
- Академик Российской академии естественных наук

## Награды
- Орден Красной Звезды (06.08.1946)[7]
- Орден Отечественной войны I ст. (06.04.1985)[7][8]
- Медаль ордена «За заслуги перед Отечеством II степени»[9].
- Медаль «За оборону Москвы»
- Медаль «Партизану Великой Отечественной войны II степени»
- Юбилейные медали СССР и Российской Федерации

## Семья
- Дочь — Елена Зевелёва, кандидат исторических наук, профессор, Академик Российской академии естественных наук, заведующая кафедрой гуманитарных наук Российского геологоразведочного университета[10].

## Память
В 2007 году в Москве была издана книга "Гражданин, солдат, ученый: воспоминания и исследования: (сборник памяти А. И. Зевелёва).
Александр Зевелёв стал прототипом Александра Усольцева — одного из главных героев историко-приключенческого романа «Последнее сражение московского мстителя» (2020), написанного его дочерью Еленой Зевелёвой в соавторстве со своим мужем Александром Сапсаем.

### Монографии, участие в коллективных работах
- История Узбекской ССР(в соавт.) Т. 3. — Ташкент: 1957.
- Владислав Домионович Фигельский. — Ташкент: 1962.
- Очерки истории компартии Туркестана. Ч. 3 (в соавт. с Ш. Ташлиевым). — Ташкент: 1964.
- История коммунистических организаций Средней Азии. — Ташкент: 1967
- Из истории Гражданской войны в Узбекистане. — Ташкент: 1959. — 607с.
- Историография Советского Туркестана. — Ташкент:1968.
- В. И. Ленин и исторические судьбы народов Средней Азии (в соавт. с Ш. Абдуллаевым). — Ташкент: 1968.
- Басмачество: возникновение, сущность, крах (в соавт. с Ю. Поляковым, А. Чугуновым). — М., 1981.
- Басмачество: правда истории и вымысел фальсификаторов (в соавт. с Ю. Поляковым, л. Шишкиной).- М.: 1986.https://www.rulit.me/author/zevelev-aleksandr-izrailevich/basmachestvo-pravda-istorii-i-vymysel-falsifikatorov-download-499743.html
- Историографическое исследование: методологические аспекты. — М.: 1987.
- Суровая драма народа: Ученые и публицисты о природе сталинизма/ кол. авторов. — М.:1989.
- Из истории утверждения единовластия Сталина. — М.:1989.
- Путь к истинности / / Суровая драма народа. — М., 1989.
- Ненависть, спрессованная в тол: [Боевой путь Отд. мотострелковой бригады особого назначения] / в соавт.: Ф. Л. Курлат, А. С. Казицкий. — М.: 1991.
- Большевики и меньшевики. — М.: 1992.
- Создатель или нарушитель? Б. Н. Ельцин: факты и раздумья. — М. :1994.
- Расколотая власть (в соавт. с Ю. Павловым). — М.: 1995.
- История национальных политических партий/ в соавт. и под редакцией А. И. Зевелёва — М. :1997.
- Я-историк и этим горжусь. 2-изд., доп. и испр. — М.: 2002.
- Люди особого назначения / в соавт. Ф. Курлат. — М.: 2005.
- Герои особого назначения/ в соавт. Ф. Курлат. — М., 2013.https://avidreaders.ru/book/geroi-osobogo-naznacheniya-specnaz-velikoy-otechestvennoy.html

На армянском языке
- Басмачество : возникновение, сущность, крах : [Перевод] / В соавт. Ю. А. Поляков, А. И. Чугунов; Под ред. И. И. Минца. — Ереван: 1985.

### Учебники, учебные пособия
- Историографическое исследование: методологические аспекты: Учеб.пособие для студ.вузов, обучающихся по спец. «История».- М.: 1987.
- Историография истории СССР: учебник. — М.: 1988.
- История политических партий России.  Учебник для студентов вузов, обучающихся по спец. «История» / в соавт. и под редакцией А.И.Зевелёва.— М.: 1994.
- Истоки сталинизма. Лекция к курсу «Полит. история XX в.» — М.: 1997.
- Политические партии России: история и современность: Учебник для исторических и гуманитарных факультетов вузов / соавт.: Ю. П. Свириденко, Д. Б. Павлов и др. —М.:2000.http://grachev62.narod.ru/mnpt/content.htm
- История России XX века, 1900—2000 : учебник для студентов гуманитарных вузов высших учебных заведений, обучающихся по неисторическим специальностям / в соавт., Н. Е. Толстая и др. ; под ред. А. И. Зевелёва] — Сергиев Посад: 2005.